# 內湖交流道
內湖交流道為臺灣國道一號的交流道，位於臺灣臺北市內湖區，分為南京東路出口及成功路出口，指標原為16K，收費方式改為里程計費後調整為17K。
中山高內湖交流道以北至基隆端原為當年麥克阿瑟公路的舊主線，南京東路出口亦為麥帥公路連接臺北市區的主線路段（和內湖成功路至今仍存當年麥帥公路立體交叉交流道）。後來興建中山高，麥帥公路併入，因此造成內湖交流道有南京東路、成功路兩個出入口的情況。
|          | 南下    | 17A 內湖 | 南京東路 |
| 17B 內湖 | 南下    | 成功路   |          |
| 北上     | 17 內湖 | 成功路   |          |

## 外部連結
- 國道一號內湖交流道示意圖 （页面存档备份，存于）（交通部高速公路局）